# Crisippo di Soli
Crisippo di Soli (in greco antico: Χρύσιππος ὁ Σολεύς?, Chrýsippos ho Soléus; Soli, 281 a.C./277 a.C. – Atene, 208 a.C./204 a.C.) è stato un filosofo e matematico greco antico.
Fu discepolo di Cleante e suo successore a capo della scuola filosofica dello stoicismo; la sua sistematizzazione delle dottrine stoiche, contenuta in circa settecento opere, lo fece diventare un secondo padre dello stoicismo, rendendo questa scuola una delle più influenti nel mondo greco e romano per secoli. Fu anche autore di contributi importanti nella logica delle proposizioni.
Le circa settecento opere da lui scritte sono andate tutte perdute; si conosce il suo pensiero attraverso autori successivi che lo citarono. Inoltre, sono stati di recente scoperti frammenti di alcune sue opere nei papiri carbonizzati della Villa dei Papiri di Ercolano. 

## Biografia e opere
Crisippo crebbe nei pressi di Tarso, dove forse ebbe i suoi primi contatti con la filosofia. A seguito di un contenzioso legale, perse significativi beni ereditati. Decise allora di trasferirsi ad Atene per studiare filosofia. Fu colpito dalla fedeltà dello stoico Cleante per il suo maestro Zenone di Cizio, tanto da diventarne il discepolo; forse studiò anche sotto Arcesilao, capo dell'Accademia di Atene.
Fu uno scrittore prolifico – si racconta che raramente passasse giorno senza che avesse scritto 500 linee – e un disputatore accanito, tanto che spesso sosteneva entrambe le posizioni in una disputa, guadagnandosi le critiche dei suoi sostenitori.
Si racconta che Crisippo morì di risate per aver detto al suo schiavo, dopo aver visto il suo asino mangiare dei fichi a lui destinati: “Adesso dagli un po’ di vino”. In verità lo scrittore aveva attirato su di sé l'ostilità di alcuni importanti personaggi ateniesi del tempo: l'aneddoto sulla morte avrebbe sottolineato la stoltezza di Crisippo, che lo avrebbe condotto al suo assassinio. 
Scrisse oltre settecento opere, tutte perse. Alcuni frammenti sono conservati in opere di autori successivi, come Cicerone, Seneca, Galeno, Plutarco e altri. Alcuni papiri carbonizzati ritrovati nella Villa dei Papiri di Ercolano contengono frammenti di due opere di Crisippo, le Questioni logiche e Sulla provvidenza; potrebbe anche essere sopravvissuto un suo terzo lavoro, anonimo.

## Dottrina
Crisippo, come altri stoici, condusse un'analisi piuttosto dettagliata dei procedimenti dimostrativi usati dai matematici e pose l'accento sull'importanza delle proposizioni (lektà), cioè su quegli enunciati che possono essere sia veri che falsi, piuttosto che sul sillogismo su cui aveva focalizzato l'attenzione Aristotele.

### Gli studi sulla logica proposizionale
Egli giunse quindi a definire quattro regole di inferenza: modus ponens, modus tollens, sillogismo ipotetico e sillogismo disgiuntivo, basate sull'uso di diversi connettivi logici quali «e», «poiché», «se...allora», «oppure», attribuendovi i corrispondenti valori di verità attraverso apposite tavole.
Particolare importanza rivestivano i condizionali o le implicazioni, come nella frase «Se è giorno, allora c'è luce». L'implicazione sarebbe risultata falsa nel caso in cui partendo da premesse vere si fosse giunti a conclusioni false. Crisippo ricondusse tutte le argomentazioni possibili a quattro schemi di validità, detti anapodittici, ossia indimostrati e indimostrabili, mediante i quali si costruiscono le dimostrazioni, ma che a loro volta non possono essere oggetto di dimostrazione. In questi schemi ricorrono le proposizioni complesse, quali appunto le condizionali, e le proposizioni congiuntive e disgiuntive, con particolare riferimento alla negazione di due proposizioni congiunte.

### La fisica e l'etica
Crisippo riprese poi da Cleante la concezione fisica e ontologica della dottrina stoica, dandole un'impostazione definitiva e organica. Il Lògos è per lui l'elemento attivo dell'universo, composto non solo di fuoco come dicevano i suoi predecessori, ma anche di aria. Alla base del suo insegnamento vi è una concezione unitaria del cosmo. Secondo la testimonianza di Diogene Laerzio:
(Arnim, SVF II, fr. 633)
A differenza di Cleante, Crisippo riteneva che dopo la morte solo le anime dei sapienti sopravvivessero, fino alla conflagrazione cosmica finale in cui tutto veniva assorbito dall'Anima del mondo.
Sul piano etico, a seguito di alcune critiche mosse allo stoicismo da altre scuole di pensiero, cercò di risolvere il problema di come conciliare l'ineluttabilità del Lògos, per cui tutto avviene secondo necessità, con la libertà di ognuno di poter aderire o meno alle norme della saggezza. Egli introdusse allora una distinzione tra le «cause primarie», che regolano il mondo secondo criteri immodificabili dall'uomo, e «cause secondarie», che hanno un ambito limitato ma su cui ognuno ha la possibilità di intervenire.